# Храм Дианы (Мюнхен)
Храм Дианы (нем. Dianatempel) — средневековый храм, находящийся в парке Хофгартен, в саду Мюнхенской резиденции города Мюнхен. Представляет собой двенадцатигранную беседку эпохи возрождения с восемью открытыми и четырьмя закрытыми круглыми аркадами.

## История
Храм Дианы вместе с Хофгартеном строился с 1614 года по 1616 год в стиле античного возрождения и открыт курфюрстом Баварии Максимилианом I. Храм является центром сада и, вероятно, был спроектирован придворным архитектором Хансом Крумппером, чей чертёж (не сохранившийся) росписи деревянного потолка известен и который создал части бронзовой коронации.
На нём находится знаменитая бронзовая фигура Губерта Герхарда, копия статуи Бавария, которая была создана в 1594 году и символизирует богатство Баварии.
В самом храме можно найти четыре настенных фонтана-ракушки.

## Использование

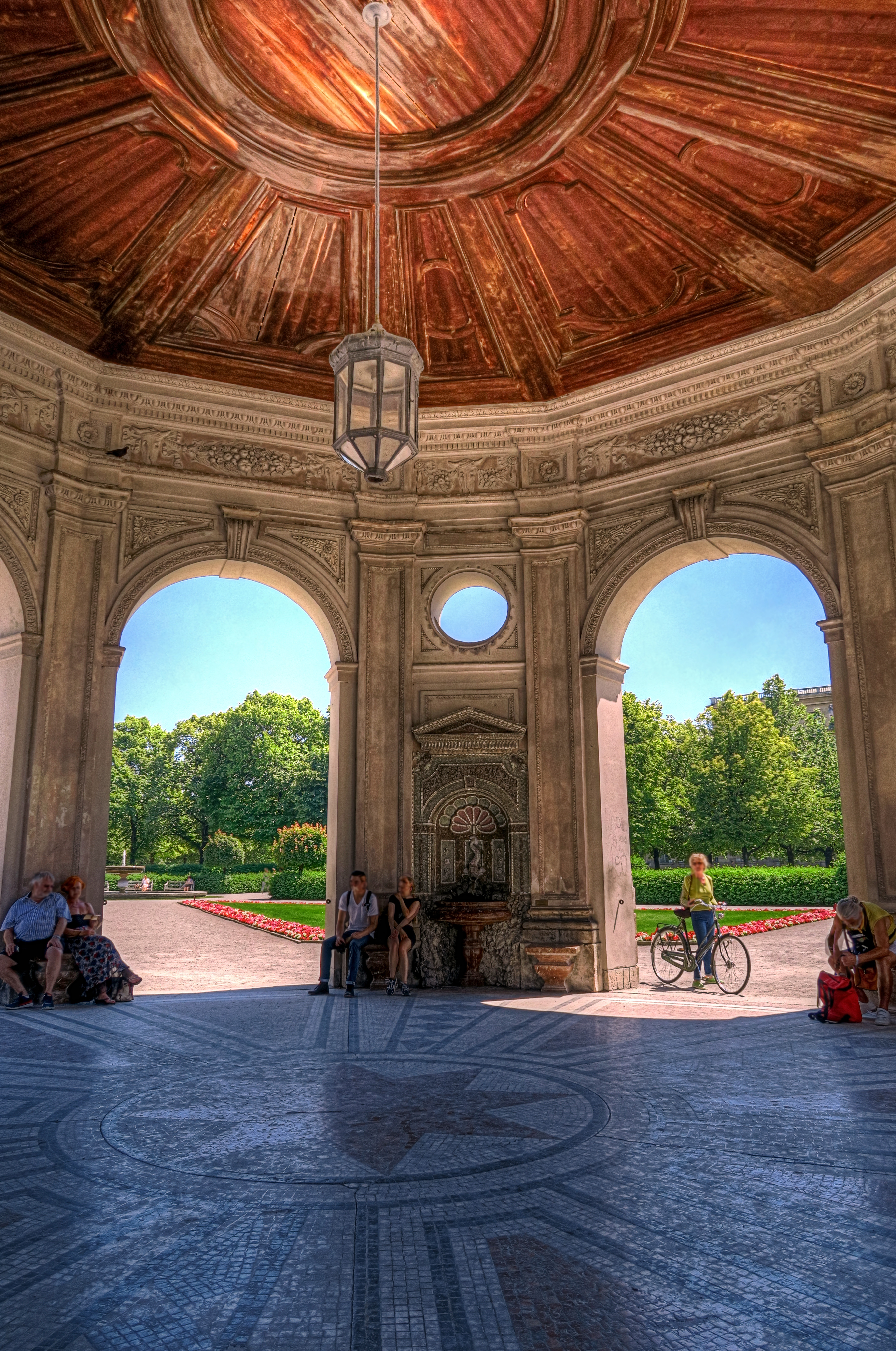
Храм с посетителями изнутри

Как и весь Хофгартен, храм Дианы обычно открыт для публики. Исключения редки, например, когда он используется в качестве фона для съёмок, а доступ с Одеонсплац иногда невозможен во время крупных мероприятий.
В павильоне проходят концерты, посетителей парка развлекают уличные музыканты. Летними вечерами он служит неофициальным и неформальным местом встреч танцоров (аргентинское танго, сальса и свинг). Эти некоммерческие мероприятия допустимы при условии, что они не причиняют шума жильцам и не беспокоят других посетителей.
Для такого проведения требуется разрешение Баварского управления государственных дворцов, садов и озёр, которое, в частности, предоставляет разрешения уличным музыкантам.